# Ленчица
Ленчица (пољ. Łęczyca) град је у Пољској у Војводству лођском. По подацима из 2012. године број становника у месту је био 14 905.

## Становништво
| 2012.  |
| ------ |
| 14 905 |

## Партнерски градови
- Рије ле Пап
- Пенцлин
- Володимир
- Рипин